# Willy Schuster
Willy Schuster (* 9. November 1937 in Hirschegg) ist ein ehemaliger österreichischer Skispringer und Skisprungtrainer.

## Werdegang
Schuster begann bereits in jungen Jahren mit dem Skisport. Zum Skispringen kam er jedoch erst im Alter von 19 Jahren durch Otto Herz vom SC Kleinwalsertal. 1962 wurde er als erster Vorarlberger Skispringer seit dem Zweiten Weltkrieg in den Nationalkader aufgenommen. Zum Neujahrsspringen 1963 stieß er zum Team bei der Vierschanzentournee 1962/63. Jedoch konnte er in keinem der Springen auf vordere Ränge springen und erreichte so nur Platz 74 der Gesamtwertung.
Bei den Olympischen Winterspielen 1964 in Innsbruck gehörte er als Ersatzmann zum erweiterten Kader und ging schließlich als Vorspringer von der Schanze. Trotz ausbleibender großer Erfolge startete Schuster bei der Nordischen Skiweltmeisterschaft 1966 in Oslo. Bei seinem Start von der Großschanze erreichte er nach Sprüngen auf 75,5 und 76,5 Meter den 24. Platz. Von der Normalschanze trat er nicht an.
Mit der folgenden Vierschanzentournee 1966/67 bestritt er seine erfolgreichste Tournee. Dabei landete er mit dem 14. Platz beim Auftaktspringen in Oberstdorf zum ersten und einzigen Mal unter den besten 20 bei einer Tournee. In der Gesamtwertung erreichte er Rang 22.
In den folgenden Jahren konnte er an diesen Erfolg nicht mehr anknüpfen. Auch zu den Olympischen Winterspielen 1968 reiste Schuster erneut nur als Ersatzmann.
1970 beendete er seine internationale Laufbahn, blieb aber bei regionalen Spielen noch einige Jahre aktiv. Nach dem endgültigen Ende seiner Skispringerlaufbahn wechselte Schuster in den Motorsport und bestritt erfolgreich einige Bergrennen.
Schuster war während seiner sportlichen Karriere sowie danach als Maler tätig. Heute betreibt er mit seiner Frau Irene ein Gästehaus in Hirschegg. Willy Schuster war bis 2005 Trainer der deutschen Damen-Nationalmannschaft. Sein Sohn Werner war ebenfalls aktiver Skispringer und trainierte von 2008 bis 2019 die deutsche Skisprung-Nationalmannschaft. Sein Enkel Jonas Schuster ist ebenfalls als Skispringer aktiv, sein anderer Enkel Jannik Schuster ist Fußballspieler.

## Statistik

### Vierschanzentournee-Platzierungen
| Saison  | Platz | Punkte |
| ------- | ----- | ------ |
| 1962/63 | 74.   | 165,8  |
| 1963/64 | 87.   | 276,9  |
| 1964/65 | 37.   | 693,4  |
| 1965/66 | 31.   | 707,3  |
| 1966/67 | 22.   | 750,6  |
| 1967/68 | 28.   | 733,3  |
| 1968/69 | 28.   | 721,8  |
| 1969/70 | 95.   | 345,7  |

### Nationale Meisterschaften
- Rang 3 Sprunglauf Österreichische Meisterschaften am 13. Februar 1966 in Villach[7]